# 朵花椒
朵花椒（学名：Zanthoxylum molle）为芸香科花椒属下的一个种。

## 扩展阅读
- 維基物種上的相關：朵花椒